# Кишбер
Кишбер (на унгарски: Kisbér) е град в област Комаром-Естергом, северна Унгария. Населението му е 5336 души (по приблизителна оценка за януари 2018 г.).
Разположен е на 252 m надморска височина в Среднодунавската низина, на 28 km южно от река Дунав и границата със Словакия и на 78 km западно от столицата Будапеща. Селището се споменава за пръв път през 1277 година.